# Hendery
Hoàng Quán Hanh (hay Huang Guan-heng/Wong Kun-hang, tiếng Trung: 黃冠亨, Hangul: 황관형, tiếng Anh: Hendery Wong, sinh ngày 28 tháng 9 năm 1999), thường được biết đến với nghệ danh Hendery (Hangul: 헨드리), là một nam ca sĩ, rapper, vũ công người Ma Cao đang hoạt động tại Hàn Quốc và Trung Quốc. Anh là thành viên của nhóm nhạc nam Hàn Quốc NCT, nhóm nhỏ NCT U và WayV, do SM Entertainment thành lập và quản lý.

## Tiểu sử
Hendery sinh ngày 28 tháng 9 năm 1999 tại Ma Cao.
Trước khi gia nhập SM Entertainment, Hendery đã từng mơ ước trở thành một diễn viên hài. Khi đang đi mua sắm thì Hendery bất ngờ được nhân viên SM Entertainment mời tham gia công ty. Sau đó Hendery đã chấp nhận lời mời và bay đến Hàn Quốc.

## Sự nghiệp âm nhạc
Ngày 17 tháng 7 năm 2018, Hendery được giới thiệu là thành viên của SM Rookies, một nhóm các thực tập sinh của SM Entertainment.

### 2019: Ra mắt với WayV
Vào ngày 17/1, WayV là sub-unit thứ tư của nhóm nhạc nam Hàn Quốc NCT đã chính thức ra mắt với Digital EP thứ nhất The Vision với ca khúc tựa đề "Regular" phiên bản tiếng Trung. Nhóm gồm có 7 thành viên:  Kun, Ten, Winwin, Lucas, Xiaojun, Hendery, Yangyang.
Vào ngày 9/5, WayV đã phát hành mini album thứ nhất "Take Off"
Vào ngày 29/10, WayV đã phát hành mini album thứ hai "Take Over The Moon" với ca khúc tựa đề "Moonwalk". Hendery cùng với Yangyang đã tham gia sáng tác hai ca khúc "King of heart" và "We go nanana" trong album.

### 2020: Awaken The World, NCT 2020
Ngày 9/6: Hendery cùng với WayV đã phát hành album đầu tiên "Awaken The World" trong đó Hendery đã tham gia sáng tác các ca khúc "Only Human", "Electric Hearts" và "Stand By Me".
Ngày 21/9: Dự án NCT 2020 được khởi động với sự tham gia của tất cả 23 thành viên
Ngày 12/10: NCT phát hành album NCT Resonance Pt.1, trong đó Hendery tham gia vào 2 ca khúc "Misfit" và "Nectar".
Ngày 23/11: NCT phát hành album NCT Resonance Pt.2, trong đó Hendery tham gia vào các ca khúc "Misfit", "Raise The Roof", "Nectar", "Work It", "All About You".
Ngày 27/11: NCT phát hành MV ca khúc chủ đề thứ 2: Work It với 7 thành viên Johnny, Jungwoo, Yuta, Ten, Hendery, Jaemin và Jisung

### 2021: Kick Back
Ngày 10/3, Hendery cùng với WayV chính thức quay trở lại với mini album thứ 3 "Kick Back" với bài hát tiêu đề cùng tên.

## Danh sách đĩa hát
| Năm  | Tên        | Bài hát                              | Ghi chú |
| ---- | ---------- | ------------------------------------ | ------- |
| 2019 | The Vision | 1.Regular 2.Come Back 3.Dream Launch |         |

| Năm  | Tên                | Bài hát                                                                                             | Ghi chú |
| ---- | ------------------ | --------------------------------------------------------------------------------------------------- | ------- |
| 2019 | Take Off           | 1. Take Off 2. Regular 3. Say It 4. Come Back 5. Let me love u 6. Dream Launch                      |         |
| 2019 | Take Over The Moon | 1.Moonwalk 2. Yeah yeah yeah 3. Love Talk 4. King of hearts 5. Face to Face 6. We go nanana         |         |
| 2021 | Kick Back          | 1. Kick Back 2. Action Figure 3. Horizon 4. All for love 5. Good Time 6. Kick Back (Korean Version) |         |

| Năm  | Tiêu Đề          | Bài hát | Ghi Chú |
| ---- | ---------------- | --- | ------- |
| 2020 | Awaken The World | 1. Turn Back Time 2. Bad Alive 3. Unbreakable 4. After Midnight 5. Interlude: Awaken The World 6. Only Human 7. Domino 8. Up From Here 9. Electric Hearts 10. Stand By Me |         |

## Chương trình truyền hình
| Năm  | Tiêu Đề                            | Kênh  | Ghi Chú   |
| ---- | ---------------------------------- | ----- | --------- |
| 2019 | Dream Plan                         | Youku |           |
| 2019 | All For One                        |       | Khách Mời |
| 2020 | WayVision                          | Seezn |           |
| 2020 | WayVision Season 2: Winter Edition | Seezn |           |